# ربی، مرزیساید
latitudeربی، مرزیسایدlongitudeربی، مرزیساید
ربی روستایی است که در میان شهرستان مرزیساید و منطقه شهری ویرال (به انگلیسی: Metropolitan Borough of Wirral) واقع در غرب انگلستان قرار دارد. جمعیت این روستا ۱۰۰ نفر است.